# Baek Yun-shik
Baek Yun-shik est un acteur sud-coréen né le 16 mars 1947.

## Filmographie

### Films
| Année | Titre                                  | Rôle                                     |
| ----- | -------------------------------------- | ---------------------------------------- |
| 1974  | Excellent Guys                         |                                          |
| 1976  | Only with You                          |                                          |
| 1976  | A Woman's Castle                       |                                          |
| 1977  | Chu-ha, My Love                        |                                          |
| 2000  | A Masterpiece in My Life               | Boss Yang                                |
| 2003  | Save the Green Planet!                 | Kang Man-shik                            |
| 2004  | The Big Swindle                        | Mr. Kim                                  |
| 2005  | The President's Last Bang              | Kim Jae-gyu                              |
| 2006  | The Art of Fighting                    | Oh Pan-su                                |
| 2006  | Like a Virgin                          | Ssireum coach                            |
| 2006  | Tazza: The High Rollers                | Mr. Pyeong                               |
| 2006  | How the Lack of Love Affects Two Men   | Dong Chol-dong                           |
| 2007  | Surf's Up                              | Big Z (doublage)                         |
| 2007  | Bravo My Life                          | Cho Min-hyuk                             |
| 2007  | The Bank Attack                        | Inspecteur Gu                            |
| 2009  | Woochi, le magicien des temps modernes | Master (caméo)                           |
| 2011  | Meet the In-Laws                       | Young-kwang                              |
| 2011  | Head                                   | Baek Jeong                               |
| 2011  | Champ                                  | Président d'une association d'équitation |
| 2012  | Taste of Money                         | Président Yoon                           |
| 2012  | I Am the King                          | Hwang Hui                                |
| 2013  | Gwansang                               | Kim Jongseo                              |
| 2015  | Inside Men                             | Lee Kang-hee                             |
| 2018  | Fengshui                               | Kim Jwa-geun                             |
| 2019  | Metamorphosis                          | Un prêtre                                |
| 2023  | Noryang                                | Shimazu Yoshihiro                        |

### Télévision
| Année | Titre                               | Rôle                           | Chaîne    |
| ----- | ----------------------------------- | ------------------------------ | --------- |
| 1970  | Hometown of Legends                 |                                | KBS       |
| 1970  | River                               |                                | KBS       |
| 1970  | Arirang                             | Na Woon-gyu                    | KBS       |
| 1974  | Land                                |                                |           |
| 1978  | 정부수립                            |                                |           |
| 1979  | The Solitude of Eun Ji-hwa          | Lee Jung-seob                  | KBS       |
| 1979  | 물무늬                              |                                | KBS2      |
| 1980  | 소망                                |                                | KBS1      |
| 1981  | Great Vocation                      | Prince Sohyeon                 | KBS1      |
| 1983  | 꾸러기 합창                         |                                | KBS2      |
| 1984  | Independence Gate                   | Yun Chi-ho                     | KBS1      |
| 1984  | TV Tale of Chunhyang                | Byeon Hak-do                   | KBS2      |
| 1984  | 영상시극                            | Lee Sang-hwa                   | KBS       |
| 1986  | Southern Cross                      | Étudiant sud-coréen            | KBS1      |
| 1988  | Punggaek                            |                                | KBS2      |
| 1989  | 숲은 잠들지 않는다                  |                                | KBS2      |
| 1990  | 안개를 찾아서                       |                                | KBS2      |
| 1991  | 저린 손 끝                          | Principal Moon Joong-hoon      | KBS2      |
| 1991  | School of Love                      |                                | KBS2      |
| 1991  | Kyoto 25 City                       |                                | KBS2      |
| 1993  | 어떤 날의 시작                      |                                | KBS1      |
| 1993  | 3rd Republic                        | Kim Dae-jung                   | MBC       |
| 1994  | Han Myung-hoi                       | Seong Sam-mun                  | KBS2      |
| 1994  | Moon Over Seoul                     | Professeur d'art Kim In-cheol  | MBC       |
| 1995  | Jang Nok-su                         | Prince Je-ahn                  | KBS2      |
| 1995  | War and Love                        | Hang-so                        | MBC       |
| 1996  | The Brothers' River                 | Dr. Choi                       | SBS       |
| 1996  | Hometown of Legends "덕대골"        | Mari malade en phase terminale | KBS2      |
| 1997  | Hometown of Legend "Sashin's Smile" |                                | KBS2      |
| 1997  | A Bluebird Has It                   | Réalisateur Baek               | KBS2      |
| 1998  | Until the Azalea Blooms             | Baek Woon-soo                  | KBS2      |
| 2000  | She's the One                       |                                | KBS2      |
| 2000  | Virtue                              | Jang Cheon-il                  | SBS       |
| 2001  | Ladies of the Palace                | Jeong Yun-gyeom                | SBS       |
| 2002  | Jang Hui-bin                        | Jo Sa-seok                     | KBS2      |
| 2003  | Apgujeong House                     | Père                           | SBS       |
| 2009  | Hero                                | Jo Yong-deok                   | MBC       |
| 2010  | Harvest Villa                       | Park Tae-chon                  | tvN       |
| 2011  | Deep Rooted Tree                    | Roi Taejong                    | SBS       |
| 2012  | Immortal Classic                    | Hwang Young-chul               | Channel A |
| 2013  | Hur Jun, the Original Story         | Yoo Ui-tae                     | MBC       |
| 2014  | Cantabile Tomorrow                  | Franz von Stresemann           | KBS2      |
| 2019  | Vagabond                            | Jung Kook-Pyo                  | SBS       |